# Karosa ŠM 16,5
Karosa ŠM 16,5 — городской сочленённый среднеприводный автобус особо большой вместимости, производившийся компанией Karosa в городе Високе-Мито в 1968—1991 годах. Вытеснен с конвейера моделью Karosa B741. 

## Описание
Автобус Karosa ŠM 16,5 является производной моделью от Karosa ŠM 11. От преемника автобус отличается заднемоторной компоновкой.
Кузов автобуса полусамонесущий, с рамой и автоматической трансмиссией. Подвеска модели пневматическая. Вход в салон через четверо ширмовых дверей.
Сиденья в салоне кожаные. Перегородка отсутствует. На задней площадке место для колясок.
Производство завершилось в 1991 году в связи с импортом венгерских автобусов Ikarus 280.
ŠM 16,5 — это городской сочленённый автобус (Skoda Městský — Шкода городской). Его длина около 16,5 метров (отсюда и число 16,5 в маркировке).